# Krügermühle
Die Krügermühle im zur Stadt Ziesar gehörenden Ortsteil Bücknitz ist eine von mehreren historischen Wassermühlen im Verlauf der Buckau. Die Mühle ist nicht mehr in gewerblichem Betrieb. Sie ist als Baudenkmal ausgewiesen und dient als Kleinwasserkraftwerk.

## Geschichte

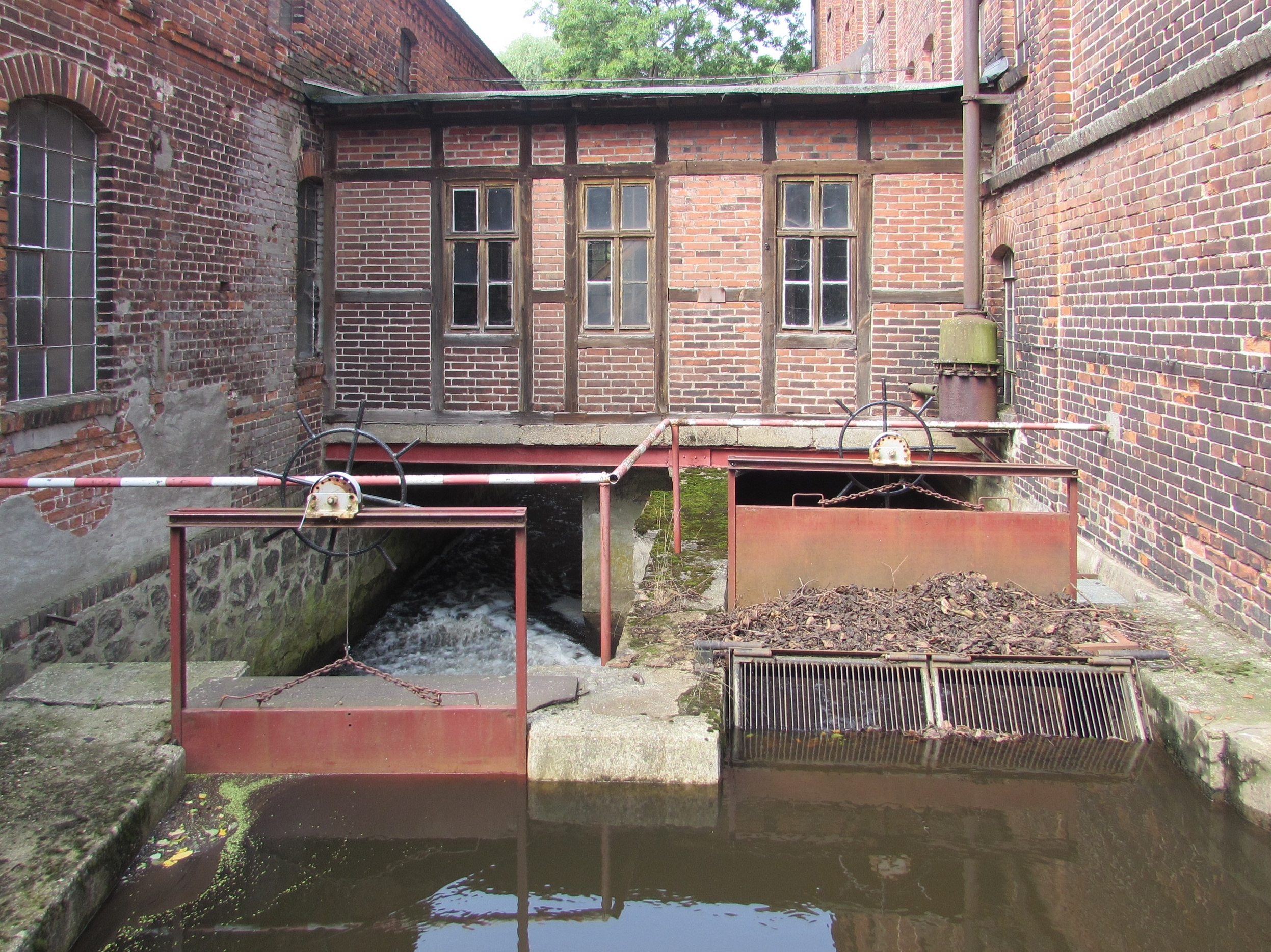
Mühlbach Buckau

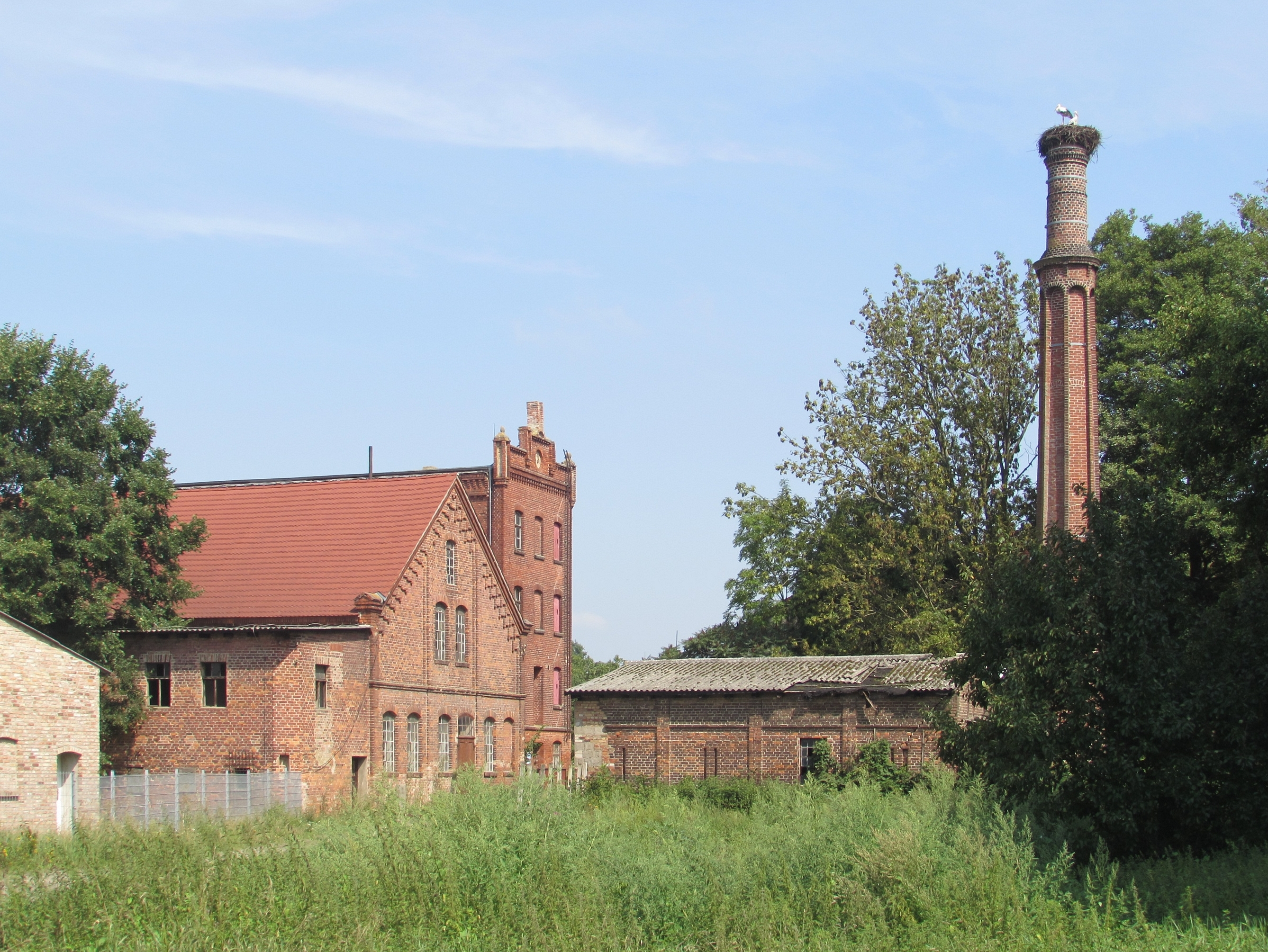
Blick von Südwesten

Die Krügermühle ist eine ehemalige Industriemühle. Sie wurde 1905 an einer bestehenden Staustufe anstelle einer vorherigen Mühle errichtet. Erbauer war der Bücknitzer Müller Carl Krüger. Die Mühle ist ein vierstöckiges Bauwerk, welches aus roten, unverputzten Klinkern gemauert wurde. Sie verfügt über eine liegende Francis-Turbine. Diese Turbine wurde restauriert und wird seither zur wasserbetriebenen Stromerzeugung genutzt. Der Strom wird in das Netz gespeist. In den einzelnen Stockwerken ist noch immer die Technik für die Getreideverarbeitung vorhanden. Ein Aufzug besteht aus dem Erbauungsjahr. Im dritten Obergeschoss der eigentlichen Mühle auf der Nordostseite der Buckau befinden sich das Silo und Reinigungsanlagen für das Getreide. Eine Etage darunter sind die Mischanlagen und im ersten Obergeschoss die Mahlwerke. Im Erdgeschoss wurden die Säcke mit dem fertigen Mehl gefüllt. Weiterhin befinden sich in diesem Stockwerk die Antriebswelle und das angeschlossene Räderwerk mit den Treibriemen. Im Übergangshaus über die Buckau ist das Turbinenhaus untergebracht. Eine ehemalige Stärkefabrik, später Bäckerei, liegt südwestlich der Buckau. Diese ist durch das Übergangshaus mit der Wassermühle verbunden.
2003 erwarb der gemeinnützige Verein Industriedenkmal Krügermühle Bücknitz e. V. die Mühle für den symbolischen Preis von einem Euro. Der Erwerb war mit den Auflagen einer denkmalgerechten Sanierung und Nutzung verbunden. Im restaurierten Nebengebäude südwestlich der Buckau, der ehemaligen Stärkefabrik, wurde auf etwa 2000 Quadratmeter Ausstellungsflächen eine umfangreiche Techniksammlung zur Film- und Tongeschichte und historische Einrichtungen zum Druckerei- und Friseurhandwerk angelegt und auch eine historische Zahnarztpraxis ausgestellt. Führungen durch das Museum und die Mühle werden angeboten. Weiterhin besteht ein kleines Kino mit 42 Sitzplätzen.